# Varsasaari (ö i Birkaland, Tammerfors, lat 61,39, long 24,70)
Varsasaari är en ö i Finland. Den ligger i sjön Rautajärvi och i kommunen Pälkäne i den ekonomiska regionen Tammerfors och landskapet Birkaland, i den södra delen av landet, 140 km norr om huvudstaden Helsingfors. Öns area är 3 hektar och dess största längd är 340 meter i sydöst-nordvästlig riktning.